# Luanshya
Luanshya es una ciudad de Zambia, capital del distrito del mismo nombre, situada cerca de Ndola, en la provincia de Copperbelt. Según el censo del año 2008 tenía una población de 117.579 habitantes. Luanshya cuenta con el TVTC (Technical and Vocational Teacher's College).

## Historia
La ciudad fue fundada en los primeros años de la década de 1920, después de que el prospector y explorador William Collier diera caza a un antílope en la región, descubriendo en el proceso minas de cobre. La cabeza descansa sobre hoy sobre una roca. La más grande de las minas lleva su nombre: Roan Atelope Copper Mines Ltd. (Minas de Cobre Antílope Ruano Ltd).
La mayoría de los ingresos en Luanshya durante casi todo el siglo XX han venido del cobre. Al acabar el siglo las minas crecieron en gastos, costaba mucho más sacar el mineral y la cantidad de éste era menor. El negocio se volvió anti-económico, provocando una severa recesión en la ciudad, aunque aún hoy existen yacimientos de cobre bajo la tierra. El futuro de la ciudad y su región depende del coste de los métodos que se empleen para extraer el mineral.
En Luanshya nacieron el cantante de folk John Edmond y la escritora Theresa Lungu.
- Datos: Q854109
- Multimedia: Luanshya / Q854109